# Yoga Vásishtha

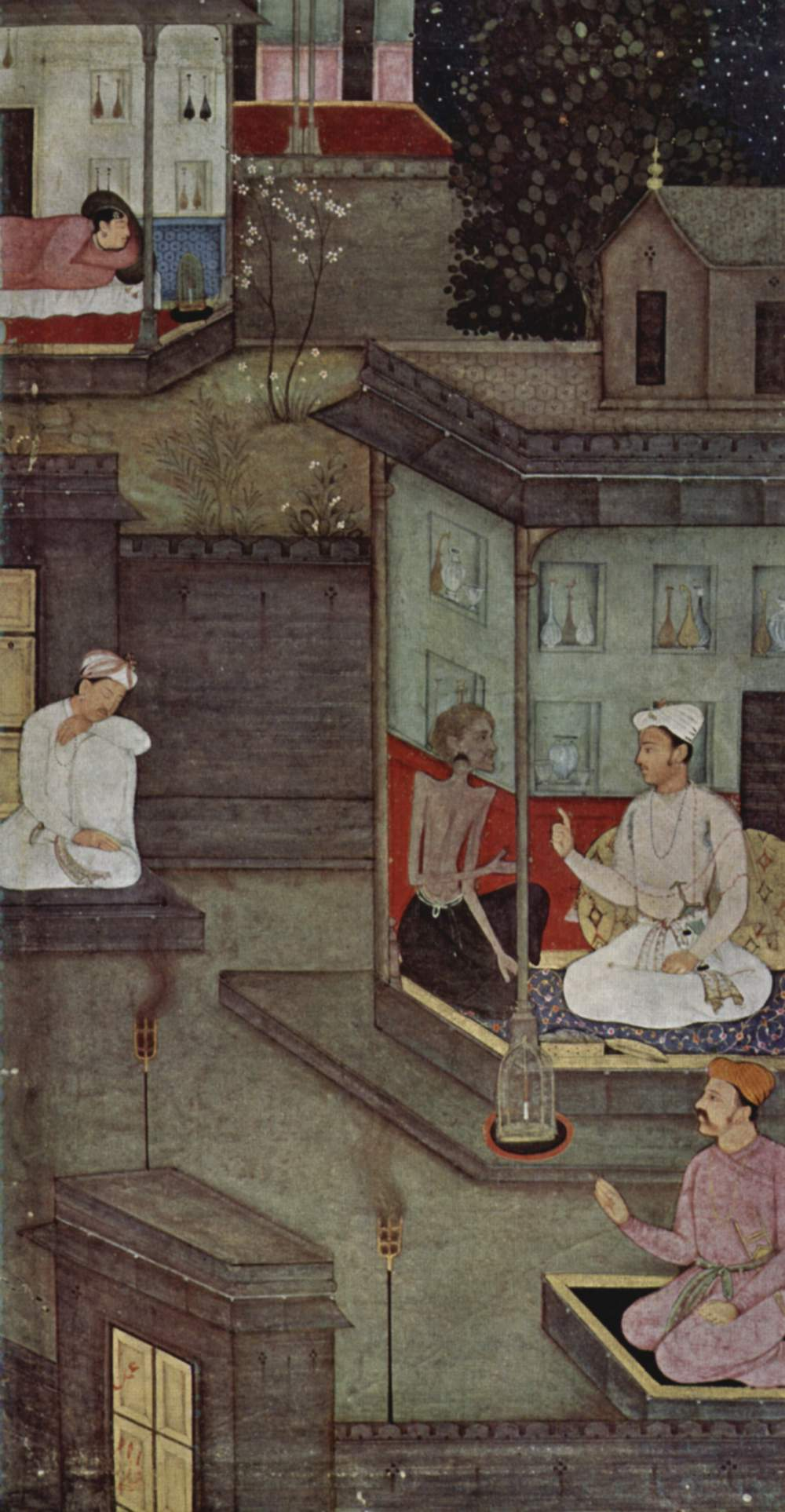
Pintura de un manuscrito del Yoga Vásishtha, hacia 1602. Muestra varias personas hablando en sus casas.

El Yoga Vásishtha (El yoga del sabio Vásishtha) es un texto hinduista tradicionalmente atribuido al escritor Valmiki, 
aunque actualmente se fecha entre el siglo XI y el XIV.
El texto trata sobre un discurso dado por el sabio Vásishtha a su discípulo el joven príncipe Rama, durante un período en que este se encontraba en un estado de abatimiento, luego de experimentar la naturaleza con la que está compuesta la realidad del mundo. Centrándose así la historia narrada en el texto, en las preguntas realizadas por Rama, y en las respuestas a sus preguntas dadas por el sabio Vásishtha; con el objetivo de que Rama logre así alcanzar la iluminación.
Estas enseñanzas están relacionadas con la doctrina aduaita (no dualismo: Dios, las almas y la materia son lo mismo) y maia (la naturaleza ilusoria del mundo material).

## Etimología
- Yogavāsiṣṭha, en el sistema AITS (alfabeto internacional para la transliteración del sánscrito).
- योगवासिष्ठ, en escritura devanagari del sánscrito.
- Pronunciación: /ióga vásishta/.[3]
- Etimología: ‘el mejor yoga’; siendo yoga: ‘meditación’ y vásista: ‘el más excelente, el más rico, el mejor’, nombre asimismo de un mítico sabio hinduista.[3][4]

## Títulos
El texto ha recibido otros nombres:
- Arsha-ramaiana
- Jnana-Vásishtha
- Yoga Vásishtha-majá-ramaiana
- Yoga Vásishtha-ramaiana
- Majá-ramaiana
- Vásishtha-ramaiana
- Vásishtha-guitá (así como existe el Bhagavad-guitá hablado por Krisná).

## Datación
El texto ha sido fechado entre los siglos XI y XIV, ya que se descubrió que se trata de una versión vedantizada y expandida del texto Moksa-upaia, del siglo X.
Anteriormente se creía que provenía de la época prebudista (antes del siglo IV a. C.)

## Contexto
El príncipe Rāma, regresa de recorrer el país y se siente completamente desilusionado luego de experimentar la supuesta «realidad» del mundo. El rey Dasaratha, su padre, estaba muy preocupado por la inmensa desilusión de Rama y busca consuelo entre varios sabios hasta llegar al sabio Vasistha.
El sabio Vasishta le responde que el desapasionamiento de Rama (vairagya) es una señal de que el Príncipe estaba listo para alcanzar la iluminación espiritual. Rama ha empezado a entender verdades espirituales que son la causa de su confusión y solo necesita confirmación.
A partir de esto, en la corte (en la cual se encontraban en ese momento igualmente los sabios Viasa, y Vishuámitra), se llevará a cabo el discurso y la larga conversación del sabio Vashista con Rama, que dura varios días.
Las respuestas a las preguntas de Rama componen toda la escritura del Yoga Vásishtha.

## Contenido
El Yoga Vásishtha es una obra sincrética de aldededor de 32000 versos, que contiene elementos del vedantismo, el jainismo, el yoga, el samkhia, el shivaísmo y el budismo majaiana; existitiendo igualmente adaptaciones más condensadas tales como el Laghu Yoga Vásishtha con alrededor de 6000 versos, o el Yoga Vásishtha Sara con tan solo 230 versos. El manuscrito más antiguo disponible (el Moksopaya o Shastra Moksopaya) es un texto filosófico sobre la salvación (moksa-upaia: ‘medios para la liberación’), escrito en la colina Pradyumna en Srinagar (India), después del siglo X d. C.